# Сесар Мендоса
Сесар Леонидас Мендоса Дуран (на испански: César Leonidas Mendoza Durán) е чилийски генерал и директор на Корпуса на карабинерите от 1973 до 1985 г. Участник във военния преврат от 11 септември 1973 г., член на военната хунта на генерал Пиночет. 
Известен ездач, той е носител  на сребърен медал по конен спорт от Олимпийските игри в Хелзинки през 1952 г.